# Ringiculoidea
Ringiculoidea zijn een superfamilie van slakken.

## Taxonomie
De volgende familie is bij de superfamilie ingedeeld::
- Ringiculidae Philippi, 1853